# 죽산 음씨
죽산 음씨(竹山陰氏)는 경기도 안성시 죽산면을 본관으로 하는 한국의 성씨이다. 시조 음준(陰俊)은 원나라 예부시랑으로 공민왕 비인 노국공주(魯國公主)를 수행하고 고려에 들어와 죽산군(竹山君)에 봉해졌다.

## 시조
시조 음준(陰俊)은 원나라 예부시랑으로 공민왕 비인 노국공주(魯國公主)를 수행하고 고려에 들어와 죽산군(竹山君)에 봉해졌다.

## 인물
시조 음준의 아들 음철(陰澈)은 조선의 개국원종공신으로 영의정에 추증되고 문절(文節)이란 시호를 받았다. 음철의 아들로 소경(少卿)을 지낸 음곤(陰崑)과 판사를 역임한 음윤(陰崙)의 대에서 가문이 크게 번창했다.
군자감정을 지낸 음기남(陰起南)과 병조판서에 추증된 음희철(陰希哲) 등도 가문을 빛냈다. 음도광(陰道光)은 부호군을 역임했다.
음성석(陰聖惜)은 공조참의를 지냈으며, 음인수(陰仁洙)와 음인성(陰仁星) 은 각각 참봉을 지냈다.

## 과거 급제자
죽산 음씨는 조선시대 과거 급제자 4명을 배출하였다.
- 음윤보(陰允輔) : (진사시) 조선 연산군(燕山君) 1년(1495년) 을묘(乙卯) 증광시(增廣試) 3등
- 음경창(陰慶昌) : (생원시) 조선 중종(中宗) 29년(1534년) 갑오(甲午) 식년시(式年試) 3등
- 음태기(陰泰起) : (무과) 조선 숙종(肅宗) 25년(1699년) 기묘(己卯) 식년시(式年試) 갑과(甲科) 1위 장원(壯元)
- 음춘관(陰春觀) : (무과) 조선 영조(英祖) 26년(1750년) 경오(庚午) 식년시(式年試) 병과(丙科)

## 인구
- 1985년 706가구 2,946명
- 2000년 699가구 2,260명

## 기타
삼국 시대 고구려대에 음(陰)씨로 추정되는 음우(陰友)와 음모(陰牟)라는 인물이 활동하였다. 음우(陰友)는 고구려의 재상이었다.
음모(陰牟)는 고구려 미천왕이 고난을 겪을 때 그를 숨겨준 고구려의 백성이다.

## 같이 보기
- 괴산 음씨